# Pecluma atra
Pecluma atra är en stensöteväxtart som först beskrevs av A. M. Evans, och fick sitt nu gällande namn av Michael Greene Price. Pecluma atra ingår i släktet Pecluma och familjen Polypodiaceae. Inga underarter finns listade.